# Norbert Bakacsi
Norbert Bakacsi (ur. 2 października 1990 r. w Segedynie) – węgierski wioślarz.

## Osiągnięcia
- Mistrzostwa Świata – Poznań 2009 – ósemka wagi lekkiej – 9. miejsce[1].